# Csaba Béleczki
Csaba Béleczki (* 4. Januar 1971 in Budapest) ist ein ungarischer Badmintonspieler. 

## Karriere
Csaba Béleczki war in Ungarn dreimal bei den Juniorenmeisterschaften erfolgreich, bevor er sich 1990 erstmals bei den Erwachsenen durchsetzen konnte. Dieser Titel im Herrendoppel mit Sandor Klein sollte auch sein einziger bei den Einzelmeisterschaften bleiben. 1988 und 1989 war er des Weiteren zweimal bei den Mannschaftsmeisterschaften erfolgreich.

## Sportliche Erfolge
| Saison | Veranstaltung                              | Disziplin    | Platz | Name                            |
| ------ | ------------------------------------------ | ------------ | ----- | ------------------------------- |
| 1988   | Ungarn: Einzelmeisterschaften der Junioren | Herrendoppel | 1     | Zsolt Kocsis / Csaba Béleczki   |
| 1989   | Ungarn: Einzelmeisterschaften der Junioren | Mixed        | 1     | Csaba Béleczki / Andrea Harsági |
| 1989   | Ungarn: Einzelmeisterschaften der Junioren | Herrendoppel | 1     | Zsolt Kocsis / Csaba Béleczki   |
| 1990   | Ungarn: Einzelmeisterschaften              | Herrendoppel | 1     | Sándor Klein / Csaba Béleczki   |

## Referenzen
- Ki kicsoda a magyar sportéletben? Band 1 (A–H). Szekszárd, Babits Kiadó, 1994. ISBN 963-7806-90-3

| Personendaten    | Personendaten                |
| ---------------- | ---------------------------- |
| NAME             | Béleczki, Csaba              |
| KURZBESCHREIBUNG | ungarischer Badmintonspieler |
| GEBURTSDATUM     | 4. Januar 1971               |
| GEBURTSORT       | Budapest                     |